# Брамберг-ам-Вільдкогель
Брамберг-ам-Вільдкогель —  містечко та громада в австрійській землі Зальцбург. Містечко належить округу Целль-ам-Зе.
Брамберг-ам-Вільдкогель на мапі округу та землі.